# Trận La Horgne
Trận La Horgne diễn ra vào ngày 15 tháng 5 năm 1940 trên miền Ardennes (Pháp), sau khi Quân đoàn Thiết giáp XIX (Đức) dưới sự thống lĩnh của Thượng tướng Thiết giáp Heinz Guderian đánh chiếm đầu cầu Sedan trong Chiến dịch nước Pháp thời Chiến tranh thế giới thứ hai. Là mũi tiên phong của Guderian, Trung đoàn Súng trường số 1 do Thượng tá Hermann Balck chỉ huy đã tấn công làng La Horgne, cách Sedan 20 km về phía tây nam, và bị kỵ binh Bắc Phi thuộc Lữ đoàn Spahi số 3 Tập đoàn quân số 6 Pháp dưới quyền Đại tá Olivier Marc kìm chân trong suốt nhiều tiếng đồng hồ. Tuy vậy, La Horgne vẫn thất thủ vào cuối chiều hôm ấy và quân Pháp phải rút lui với thương vong nặng nề. Trung đoàn Súng trường số 1 (Đức) cùng các đơn vị bạn tiếp tục hành quân thần tốc ra eo biển Anh trong những ngày kế tiếp. Cùng với cuộc giằng co máu lửa tại Stonne, trận La Horgne được xem là trận đánh ác liệt nhất trong giai đoạn đầu của Chiến dịch nước Pháp.

## Bối cảnh
Thực thi kế hoạch Manstein, quân Đức thuộc Cụm Tập đoàn quân A do Đại tướng Gerd von Rundstedt chỉ huy và Cụm Tập đoàn quân B do Đại tướng Fedor von Bock chỉ huy mở màn tấn công Pháp, Bỉ và Hà Lan ngày 10 tháng 5 năm 1940. Từ hôm đó đến ngày 12 tháng 5, 3 cánh quân của Runstedt băng qua vùng núi rừng Ardennes và dễ dàng đè bẹp các đơn vị kỵ binh Pháp-Bỉ trong khu vực. Sau khi tiếp cận phòng tuyến của Tập đoàn quân số 2 Pháp dưới quyền Đại tướng Charles Huntziger trên sông Meuse trong đêm ngày 12, Quân đoàn Thiết giáp XIX Đức do Thượng tướng Thiết giáp Heinz Guderian chỉ huy đã vượt sông Meuse tại Sedan và đánh tan quân phòng thủ thuộc Quân đoàn X Pháp của tướng Charles Grandsard vào ngày 13 tháng 5 năm 1940. Sáng hôm sau, Sư đoàn trưởng Sư đoàn Bộ binh 55 (Pháp) Legrand tổ chức phản công vào đầu cầu Sedan nhưng bị Trung đoàn Súng trường 1 Lữ đoàn Súng trường 1 Sư đoàn Thiết giáp 1 (Đức) của Thượng tá Hermann Balck – được chi viện xe tăng và pháo phòng không – bẻ gãy. Tiếp theo đó, Guderian quyết định tung các Sư đoàn Thiết giáp số 1, 2 vượt kênh Ardennes trên mạn tây trong khi Trung đoàn Bộ binh Đại Đức và Sư đoàn Thiết giáp số 10 ở lại trấn giữ sườn phía nam của đầu cầu Sedan. Bấp chấp sự chống cự dữ dội của các đơn vị kỵ binh Pháp yểm trợ sườn phía nam Tập đoàn quân số 9, quân thiết giáp Đức đã thọc sâu 10 km vào bờ tây kênh Ardennes khi đêm xuống và được lệnh tiếp tục tây tiến trong cả ngày 15 tháng 5. 
Sau những thất bại ban đầu của quân lực Pháp, Bộ chỉ huy Pháp huy động Tập đoàn quân số 6 của tướng Robert Touchon vào bịt lỗ hổng đang hiện ra giữa cánh trái Tập đoàn quân số 2 và cánh phải Tập đoàn quân số 9. Nhưng do phần lớn các đơn vị của Tập đoàn quân số 6 vẫn còn quá xa mặt trận nên nhiệm vụ này không thể được hoàn thành sớm. Dù vậy, số quân ít ỏi của Touchon nằm trên đường tiến của 2 sư đoàn thiết giáp Đức, mà tiêu biểu nhất là Lữ đoàn Spahi số 3, đều chiến đấu kiên cường trong ngày 15 tháng 5. 

## Trận đánh
Sau khi bị đánh bật khỏi cầu Mouzaive trên sông Semois trong đêm ngày 11 – 12 tháng 5 năm 1940, Lữ đoàn Spahi số 3 (gồm 2 tiểu đoàn thuộc Trung đoàn Spahi 2 Algérie và 2 tiểu đoàn thuộc Trung đoàn Spahi 2 Maroc) do đại tá Olivier Marc chỉ huy rút chạy về làng La Horgne cách Sedan 20 km theo hướng tây nam. Tại đây, họ được lệnh "giam chân quân địch trong vòng 24 tiếng đồng hồ". Để thực hiện nhiệm vụ đó, quân Âu-Phi xây dựng một hệ thống hào lũy kiên cố dọc theo các con đường nhỏ dẫn vào La Horgne. Lúc 9h sáng ngày 15 tháng 5 năm 1940, lực lượng tiên phong của Trung đoàn Súng trường 1 (Đức) là Tiểu đoàn 3 do Richter chỉ huy đã tiếp cận và tấn công ào ạt vào La Horgne. Lính Maroc và Algérie tổ chức kháng cự mạnh mẽ, loại nhiều quân Đức ra khỏi vòng chiến và bẻ gãy đợt tấn kích đầu tiên của đối phương. Kể từ thời điểm khởi đầu của chiến dịch, đây là lần đầu tiên Trung đoàn Súng trường số 1 bị chặn đứng dưới hỏa lực đối phương. Trước tình hình đó, Thượng tá Balck đích thân ra tiền tuyến để quan sát, đánh giá thế trận và động viên tinh thần quân sĩ. Được cổ động bởi sự hiện diện của Balck trên lối vào đầu làng, quân Đức một lần nữa tiến công La Horgne và đánh chiếm được một số căn nhà đầu làng, nhưng sự chống cự bền bỉ của lính Bắc Phi đã khiến họ không lấn thêm được nữa. Theo mô tả của viên sĩ quan phụ tá Trung đoàn Bộ binh số 1, thất bại của cuộc tấn công thứ 2 vào La Horgne đã khiến cho hàng ngũ quân Đức trở nên rối loạn "đến mức khủng hoảng".
Sau khi trấn tĩnh và hồi phục tinh thần chiến đấu của binh lính, ban chỉ huy Trung đoàn Bộ binh 1 quyết định thay đổi cách đánh. Nhận thấy La Horgne nằm giáp với những cánh rừng um tùm trên mạn bắc và những mảnh đất trống trải ở phía nam, Balck trực tiếp cùng tiểu đoàn trưởng Studnitz dẫn Tiểu đoàn 2 luồn qua rừng rậm để vu hồi quân Pháp. Đang di chuyển trong các lùm rừng, quân Đức bất ngờ chạm trán với ban tham mưu Trung đoàn Spahi 2 Maroc và đánh giáp lá cà với họ trong vài phút. Trận chiến đấu kết thúc với việc Đại tá Edouard Geoffrey, Trung đoàn trưởng Trung đoàn Spahi 2, tử trận và toàn thể ban tham mưu của ông bị bắt làm tù binh. Tuy những binh sĩ Pháp bị bắt đều van nài xin người Đức tha mạng, các sĩ quan của họ vẫn tỏ ra bình tĩnh và hiên ngang khi bị câu thúc. Đến khi Tiểu đoàn 2 bứt phá khỏi rừng, Balck triển khai trung đoàn đồng loạt tấn công La Horgne từ nhiều hướng. Cho dù quân Pháp kiên quyết đánh trả, bộ binh Đức với sự yểm trợ của một số đơn vị xe tăng đã đánh thủng được tuyến phòng ngự của Lữ đoàn Spahi 3 tại La Horgne vào lúc 18h. Lữ trưởng Marc bị bắt sống tại sở chỉ huy của ông. Trong số các sĩ quan và binh lính Âu-Phi chết trận có Đại tá Emmanuel Burnol, Trung đoàn trưởng Trung đoàn Spahi 2 Algérie. Sau 9 tiếng đồng hồ cầm cự, tàn binh quân Pháp rút khỏi La Horgne trong tình trạng kiệt sức, hết sạch đạn dược và không được tiếp viện như mong muốn. Họ chỉnh đốn lực lượng gần Reims và tiếp tục chiến đấu quyết liệt trên mặt trận sông Aisne vào tháng 6 năm 1940. Phải đến ngày 23 tháng 6, họ mới hạ vũ khí đầu hàng sau khi đã bị hao hụt nghiêm trọng về quân số và đạn dược.
Trong tất cả các trận đánh trong chiến dịch năm 1940, không một trận nào được người Pháp ca tụng và tôn vinh nhiều bằng cuộc tử thủ của quân Âu-Phi ở La Horgne. Mặc dù không thể hoàn thành sứ mệnh được giao là bám trụ La Horgne trong vòng 24 giờ, Lữ đoàn Spahi số 3 đã kìm hãm đáng kể tốc độ hành quân của Sư đoàn Thiết giáp số 1 (Đức), đồng thời khẳng định với người Đức rằng quân đội Pháp không dễ bị đánh bại mặc dù phòng tuyến sông Meuse đã thất thủ. Trong hồi ký "Ordnung im Chaos" (tạm dịch: Trật tự trong Hỗn mang) của mình, Balck không tiếc lời ca ngợi cuộc chiến đấu tinh thần chiến đấu của quân Âu-Phi trấn thủ La Horgne:
Nhiều sử gia Âu Mỹ thế kỷ 20-21 cũng nhất trí rằng Lữ đoàn Spahi 3 đã hao tổn hầu hết lực lượng của mình trong trận La Horgne, với 629 sĩ quan và binh sĩ tử vong hoặc tàn phế. Tuy nhiên, một bài viết của đại tá Thierry Moné đăng trên chuyên mục Lịch sử của tạp chí La Charte (Pháp) năm 2010 cho thấy số liệu này có lẽ là phóng đại. Theo Thierry, tổn thất của Lữ đoàn Spahi 3 (Pháp) ở La Horgne bao gồm 50 quân nhân tử vong, 150 bị thương và 86 bị bắt sống (trong số đó nhiều người đã bị tàn phế). Đồng thời, Thierry thống kê thiệt hại của Trung đoàn Súng trường 1 (Đức) là 31 quân nhân tử trận, 102 quân nhân bị thương và 10 xe thiết giáp bị phá hủy. Cũng theo Thierry, tổng số quân nhân Lữ đoàn Spahi số 3 thiệt mạng từ ngày 10 đến ngày 23 tháng 6 năm 1940 là 148 người, trong đó có 12 sĩ quan, 15 hạ sĩ quan và 121 binh sĩ. Ngoài ra, Moné đánh giá trận La Horgne là "một chiến công tuyệt đẹp" của cả hai bên tham chiến do quân Bắc Phi đã trì hoãn được bước tiến của quân Đức cho đến chiều tối còn quân Đức đã đập tan được một trong những cánh cửa phòng thủ của Pháp.

## Sau trận đánh
Sau khi chiếm được La Horgne, Lữ đoàn Súng trường số 1 (Đức) tập trung Cụm tác chiến Krüger gồm Tiểu đoàn Súng trường 1 (Trung đoàn Súng trường 1) và Trung đoàn Thiết giáp 2 đánh dọc theo con đường từ Villers-le-Tilleul (cách Singly 2 km về hướng đông) tới Baâlons và Bouvellemont nhằm khai thông dãy đồi phía nam Singly. Trung đoàn Súng trường 1 sớm vấp phải sự chống cự dữ dội của quân Pháp trên các cao điểm kế bên con đường dẫn tới Bâalons, nhưng do thiếu hụt quân số nên quân Pháp nhanh chóng bị nghiền nát. Khi quân ông kéo xuống dốc, Balck lệnh cho Tiểu đoàn 3 quét sạch quân Pháp khỏi Bâalons trong khi Tiểu đoàn 1 vòng qua ngôi làng bé nhỏ này và tấn kích Bouvellemont cách đó 1 km về phía nam. Được báo cáo rằng các đơn vị tinh nhuệ thuộc Trung đoàn 152 Sư đoàn Bộ binh 14 (Pháp) của tướng Jean de Lattre de Tassigny – đang trấn giữ Bouvellemont, Lữ trưởng Lữ đoàn Bộ binh số 1 chi viện pháo binh và các loại vũ khí hạng nặng cho Tiểu đoàn 1 rồi ra lệnh nổ súng tấn công.
Tuy nhiên, do đói khát, kiệt sức và bị hao tổn nặng nề về nhân lực và đạn dược trong những ngày trước đó, các đại đội bộ binh Đức từ chối tiếp tục chiến đấu. Trong hồi ký của mình, Balck kể lại: "Tôi triệu tập các sĩ quan và họ nói với tôi rằng chúng ta cần một giấc ngủ ngon để tiếp tục tấn công vào hôm sau. Tôi cắt ngang lời họ: "Các anh ạ, hoặc là chúng ta sẽ tấn công, hoặc là chúng ta sẽ đánh mất chiến thắng"." Nhưng cán bộ, binh sĩ Tiểu đoàn 1 vẫn dứt khoát không chịu thực hiện 1 cuộc tấn công nữa. Balck bèn quay mặt sang hướng Bouvellemont và tuyên bố rằng nếu quân sĩ không chịu chiến đấu, "thì tôi sẽ tự mình chiếm lấy làng đó". Ngay lập tức, quân Đức nhất tề ôm lê xông vào Bouvellemont và giằng co dữ dội với quân Pháp trong đêm tối. Bị thiệt hại đến 1/3 binh lực, quân phòng thủ Pháp buộc phải rút lui về Rethel và lập một tuyến phòng thủ mới ở đây.
Cùng ngày với việc Lữ đoàn Súng trường số 1 (Đức) đánh chiếm các làng trên mạn bắc, Lữ đoàn Thiết giáp số 1 Sư đoàn Thiết giáp số 1 tiến theo hướng tây nam dọc theo quãng đường từ Vendresse tới Omont và Chagny để khai thông dãy đồi phía tây nam Vendresse. Tuy nhiên, do tin từ quân báo cho hay quân Pháp đang tập trung dày đặc ở phía nam, Lữ Thiết giáp số 1 phải dự trữ một bộ phận lớn binh lực của mình và chỉ chiếm được một vài km lãnh thổ Pháp trong ngày 15 tháng 5. Quân Pháp bẻ gãy các đợt tấn công của Lữ đoàn Thiết giáp 1 vào Chagny và buộc họ phải chuyển sang thế phòng ngự khi đêm xuống. Mặc dù vậy, chiến thắng của Balck tại La Horgne, Bâalons và Bouvellemont đã khai thông các ngọn đồi trước mặt Sư đoàn Thiết giáp số 1 (Đức) và buộc quân Pháp phải rút bỏ Chagny để khỏi bị bọc sườn. Cũng như tại Sedan, chiến thắng của bộ binh Đức ngày 15 tháng 5 đã dọn đường cho xe tăng tiếp tục hành quân trong ngày kế tiếp. Vào thời điểm sáng ngày 16 tháng 5, Quân đoàn Thiết giáp XIX Đức đã tiến ra đồng bằng và Tập đoàn quân số 6 Pháp đã bị đánh tan khi chưa kịp lập một tuyến phòng thủ mới theo dự định của Touchon.